# Powrót do średniej (finanse)
Powrót do średniej, rewersja do średniej (ang. mean reversion) – stosowane w modelowaniu finansowym założenie, że cena aktywa będzie z biegiem czasu zmierzać do ceny średniej. Powrót do średniej to zjawisko, które można zaobserwować w wielu finansowych szeregach czasowych, w tym danych o cenach akcji i innych instrumentów finansowych, danych o przychodach oraz danych wartości księgowej przedsiębiorstw.
Założenie istnienia mechanizmu powrotu do średniej stanowi punkt wyjścia wielu strategii inwestowania w instrumenty finansowe. Jeżeli bieżąca cena rynkowa jest niższa od średniej ceny z przeszłości, papier wartościowy uznaje się za atrakcyjny do zakupu, ponieważ oczekuje się, że cena wzrośnie. Kiedy bieżąca cena rynkowa jest wyższa od średniej ceny z przeszłości, oczekuje się, że cena rynkowa spadnie. Innymi słowy, oczekuje się, że po odchyleniu od średniej ceny powrócą do niej. 
Rewersję do średniej należy odróżnić od regresji do średniej, ten drugi termin opisuje zupełnie inne zjawisko statystyczne.